# Parydra tuberculifera
Parydra tuberculifera är en tvåvingeart som beskrevs av Lamb 1912. Parydra tuberculifera ingår i släktet Parydra och familjen vattenflugor. Inga underarter finns listade i Catalogue of Life.